# ヴァルヴァッローネ
ヴァルヴァッローネ（伊: Valvarrone）は、イタリア共和国ロンバルディア州レッコ県にある、人口約500人の基礎自治体（コムーネ）。
2018年1月1日にイントロッツォ、トレメーニコとヴェストレーノが合併して発足した。

## 地理

### 位置・広がり
レッコ県北部のコムーネ。

#### 隣接コムーネ
隣接するコムーネは以下の通り。
- ベッラーノ (ヴェンドローニョ)
- カザルゴ
- コーリコ
- デルヴィオ
- ドーリオ
- パニョーナ
- スエーリオ

### 地震分類
イタリアの地震リスク階級 (it) では、zona 4 (sismicità molto bassa) に分類される。

## 行政

### 分離集落
ヴァルヴァッローネには、以下の分離集落（フラツィオーネ）がある。
- Introzzo (sede comunale), Tremenico, Vestreno, Acque, Avano, Benago, Bondal, Comun, Grasagne, Masatele, Monte Lavadè, Posol, Roccoli Lorla, Subiale

### 山岳部共同体
- 広域行政組織である山岳部共同体（イタリア語版）「ヴァルサッシーナ、ヴァルヴァッローネ、ヴァル・デージノ・エ・リヴィエラ山岳部共同体」 (it:Comunità montana della Valsassina, Valvarrone, Val d'Esino e Riviera) （事務所所在地: バルツィオ）に属するコムーネである。